# Andrew Doddo
Andrew Doddo, född 20 oktober 1998 i South Orange, är en amerikansk fäktare som tävlar i sabel.
Doddo har studerat vid Columbia University och tävlat i fäktning för deras idrottsförening Columbia Lions.

## Karriär
Vid junior-VM 2018 i Verona tog Doddo brons i lagtävlingen i sabel.
Vid panamerikanska mästerskapen 2023 i Lima tog Doddo guld både individuellt samt i lagtävlingen i sabel tillsammans med Eli Dershwitz, Colin Heathcock och Mitchell Saron. Vid VM 2023 i Milano tog de brons tillsammans i lagtävlingen i sabel. Vid panamerikanska spelen 2023 i Santiago tog Doddo guld individuellt samt silver i lagtävlingen i sabel tillsammans med Josef Cohen och Filip Dolegiewicz.